# Abril Campillo
Abril Campillo  (México, 14 de diciembre de 1958-Ciudad de México, 5 de marzo de 2017) fue una actriz, cantante y vedette mexicana.

## Carrera
Debutó como actriz en 1978 con la película Las del Talón y entre sus filmes más importantes están Ratas de asfalto (1978), Corrupción (1984), Testigo de un crimen (1987), Un macho en el salón de belleza (1987), Para todas tengo (1990), El agarratodo (1990), Violencia urbana (1996), La ratonera (1999) e Imperio de un traficante (2000). 
Tras varios años de dedicación absoluta y exclusiva al cine y a su carrera como cantante grabando el primero de sus discos con el tema "Sol Solecito" y el segundo con el tema "El beso en el coliseo", que fue censurado. En 1978 debutó en Televisa en la telenovela Viviana  y a partir de ese momento actuó en telenovelas como Angélica (1985), La culpa (1996), Abrázame muy fuerte (2000), Amigas y rivales (2001), Clase 406 (2003) y Amar otra vez (2004). En el año 1996 participó en los programas de TV Azteca A la mexicana y Chitón.

### Muerte
En diciembre de 2016 le operaron para colocarle una prótesis en la cadera y tornillos en la columna vertebral. Por una negligencia médica, debido a que habían estado aplicando un tratamiento equivocado, jamás presentó mejoría. 
Finalmente, Abril Campillo falleció en La Casa del Actor, ubicada en la Ciudad de México el 5 de marzo de 2017, debido al cáncer de mama que padecía desde hace años, y que le había hecho metástasis en los pulmones. También se le habían diagnosticado células cancerosas en el cerebro, por lo que le habían dado solo unos meses de vida.